# 水野貴以
水野 貴以（みずの たかい、1984年12月7日 - ）は、日本の女優、声優。千葉県出身。身長156cm、体重43kg。M.T.プロジェクトを経て、2022年からテアトル・エコー放送映画部に所属

## 来歴・人物
4歳からクラシックバレエを始め、洋楽を習う。10歳で『Annie』アニー役でデビューした。高校生で劇団四季聴講生になり、その後桐朋学園芸術短期大学演劇専攻科卒業。

## 人物
音域はD4 - E7。地声ではF6くらいまで。

## 出演

### テレビドラマ
- 水戸黄門第36部 第2話（2006年7月31日、TBS） - はる 役
- 坂の上の雲（NHK） - 都 役

### テレビ番組
- ラジかる!! - 初代テーマソング担当

### 映画
- 山田洋次映画監督作品
  - たそがれ清兵衛（2002年） - 種 役
  - 隠し剣 鬼の爪（2004年） - かね 役
  - 母べえ（2008年） - 洋服の娘 役

### 吹き替え

#### 映画
- ANNIE/アニー（2015年、グレース〈ローズ・バーン〉）
- 美女と野獣（2017年、村娘）
- メリー・ポピンズ リターンズ（2019年）
- わんわん物語（2020年、ダーリング・ディア〈キアシー・クレモンズ〉）
- ブルータリスト（2025年、マギー・ヴァン・ビューレン〈ステイシー・マーティン〉）

#### アニメ
- アバローのプリンセス エレナ（2017年、オリザバ）
- ちいさなプリンセス ソフィア 第4シーズン（2017年、プリズマ）
- ラプンツェル ザ・シリーズ（2017年）
- アナと雪の女王/家族の思い出（2018年）
- アナと雪の女王2（2019年、コーラス参加）
- ビーボ（2021年）
- マイリトルポニー: 新しい世界（2021年、サニー・スタースカウト）
- スクルージ:クリスマス・キャロル（2022年、イザベル）※Netflix版

### CM
- ウナコーワクール - CMソング
- 三菱レイヨンクリンスイ - CMソング

### 舞台
- Annie（1995年） - アニー 役
- ザ・ヒーローズ - メラ 役
- サンセット大通り - Lisa 役
- ひめゆり - ゆき 役
- お悩みはご一緒に!
- 不思議なラヴ・ストーリー
- 野の花
- TRAILS
- マザー・テレサ
- マルグリット - ジュボーン 役
- I LOVE YOU, YOU'RE PERFECT, NOW CHANGE（2014年）
- LITTLE WOMEN 〜若草物語〜（2015年、d-倉庫） - ベス 役
- オリーブ
- おでかけ姫
- ルルドの奇跡 - 主演ベルナデット 役
- ジェーン・エア（2023年）[5]
- メディア / イアソン（2024年）[6]
- ダイニング・テーブル〜ブロンテ一家のいたところ〜（2024年） - エミリ 役[7]
- 天保十二年のシェイクスピア（2024年 - 2025年）[8]
- TARRYTOWN（2025年） - カトリーナ 役[9]
- Play a Life 10周年記念公演（2025年）[10]
- ナイツ・テイル-騎士物語- ARENA LIVE（2025年公演予定）[11]

### その他コンテンツ
- 岡幸二郎25周年記念コンサート及び、CDコーラス参加